# Poço do Canto
Poço do Canto ist eine Gemeinde (Freguesia) im portugiesischen Kreis Mêda. In ihr leben 330 Einwohner (Stand 19. April 2021).